# Land's End Airport
Land's End Airport är en flygplats i Storbritannien.   Den ligger i grevskapet Cornwall och riksdelen England, i den södra delen av landet, 400 km väster om huvudstaden London. Land's End Airport ligger 117 meter över havet.
Terrängen runt Land's End Airport är platt. Havet är nära Land's End Airport västerut. Runt Land's End Airport är det ganska tätbefolkat, med 207 invånare per kvadratkilometer. Närmaste större samhälle är Penzance, 9,7 km öster om Land's End Airport. Trakten runt Land's End Airport består i huvudsak av gräsmarker.